# Mendouryiánika
Mendouryiánika (Mentourgiannika) är en ort i Grekland.   Den ligger i prefekturen Nomós Korinthías och regionen Peloponnesos, i den centrala delen av landet, 110 km väster om huvudstaden Aten. Mendouryiánika ligger 160 meter över havet och antalet invånare är 127.
Terrängen runt Mendouryiánika är varierad. Havet är nära Mendouryiánika norrut. Runt Mendouryiánika är det ganska glesbefolkat, med 40 invånare per kvadratkilometer. Närmaste större samhälle är Xylókastro, 17,6 km öster om Mendouryiánika. 